# Ашура (индуизъм)
Вижте пояснителната страница за други значения на Ашура.
В индуизма ашурите (санскрит: असुर) са различни от девите богове, които търсят сила и власт.

## Характеристики
В Бхагават Гита девите са описани като добри богове, докато ашурите имат негативни качества като гордост, арогантност, самонадеяност (надутост), гняв, грубост и незнание.
Индийското общество Бхаргава смятат, че от древни времена думата ашура значи „силен“ и „могъщ“. В Ригведа двама щедри царе и някои свещеници са описани като ашура. В девет химна Индра е описан като ашура, а Агни e описан като ашура 12 пъти. Варуна 10, Митра 8 и Рудра шест.